# Nangseon
De nangseon, ook wel nangseonchang genoemd, was een speer met aan het eind verschillende vertakkingen. Deze speer wordt voor het eerst beschreven in de Muyejebo, een Koreaanse leger handleiding uit de zestiende eeuw.
Het wapen is waarschijnlijk een uitvinding van de Chinese generaal Qi Jiguang (戚继光) van de Ming Dynastie. Hij beschrijft het wapen in zijn handleiding Ji Xiao Xin Shu waar de Muyejebo op was gebaseerd.

## Gebruik
Aan de vertakkingen van de speer waren diverse puntige doornen bevestigd die op hun beurt weer gedoopt werden in gif. Dit maakte van de nangseon een uitermate geschikt verdedigingswapen. Het was voor de aanvaller zeer moeilijk om dicht bij de persoon te komen die een nangseon hanteerde, zonder daarbij in contact te komen met deze punten.